# Bráulio Bessa
Bráulio Bessa Uchoa (Alto Santo, 23 de julho de 1985) é um poeta, cordelista, declamador e palestrante brasileiro.

## Biografia
Ficou famoso após postar vídeos na internet para resgatar a tradicional literatura de cordel. Foi desta forma que seus vídeos com declamações já ultrapassaram 250 milhões de visualizações, tendo como marcas registradas o sotaque e o inseparável chapéu. Ele também é o criador do projeto ‘Nação Nordestina’, que divulga a cultura do Nordeste na internet e que tem mais de um milhão de fãs/seguidores, o que o consagrou como ativista. Por tudo isso, Bráulio ganhou a alcunha de embaixador do Nordeste.
Seus videos na internet fizeram tanto sucesso que ele ganhou um quadro semanal no programa Encontro com Fátima Bernardes, da TV Globo, no qual ele apresenta a Cultura Nordestina sob um olhar poético.
Bráulio foi o primeiro cearense a palestrar na sede do Facebook. Suas palestras já foram assistidas por mais de 100 mil pessoas.[carece de fontes?]
Em 2014, ele foi escolhido pela FIFA para entregar o prêmio de Melhor Jogador da Partida, no jogo da Copa do Mundo, Alemanha x Gana, que aconteceu no dia 21/06 na Arena Castelão, em Fortaleza.
Em abril de 2017, com inspiração na poesia de Patativa do Assaré, Bráulio lançou o livro "Poesia com Rapadura" (editora CENE).
Em setembro de 2017, ele foi o principal palestrante da terceira edição do E-Day, que é uma das principais feiras acadêmicas promovidas por uma instituição privada no Brasil.
Em julho de 2018, lançou o livro "Poesia que Transforma". O livro permaneceu por 18 semanas consecutivas na lista de mais vendidos do Brasil.
Se tornou o primeiro escritor de literatura de cordel a atingir o topo da lista de mais vendidos da Amazon.[carece de fontes?]

## Livros Publicados
- 2017 - Poesia com Rapadura (ISBN 8568941052)
- 2018 - Poesia que Transforma (ISBN 8543105757)
- 2018 - Recomece (ISBN 8543106796)
- 2019 - Um Carinho na Alma (ISBN 8543108071)

### Poesia com Rapadura
Poesia com Rapadura é o primeiro livro de ficção do cordelista brasileiro Bráulio Bessa, lançado pela editora CENE em abril de 2017. Para escrevê-lo, o Bráulio teve como inspiração a poesia de Patativa do Assaré.
Na segunda semana de agosto de 2017, Poesia com Rapadura figurou na 18a posição dos livros mais vendidos na categoria Ficção.
Sinopse
| “ | Uma compilação de poemas nacionalmente conhecidos pelo público através das telas de TV, e tantos outros inéditos e guardados no coração do poeta. Um apanhado de afetos que versam do Nordeste, do amor, da fé, de tudo que há de belo na vida ou como bem diz, Bráulio Bessa: “uma ruma de sentimentos e pensamentos de um fazedor de poesias. | ” |

### Poesia que Transforma
| Críticas profissionais | Críticas profissionais |
| Avaliações da crítica  | Avaliações da crítica  |
| Fonte                  | Avaliação              |
| ---------------------- | ---------------------- |
| Folha de S.Paulo       | [ 7 ]                  |

Poesia que Transforma é o segundo livro de ficção do cordelista brasileiro Bráulio Bessa, lançado pela editora Sextante em julho de 2018.
Em julho de 2018, durante a Festa Literária Internacional de Paraty, Poesia que Transforma foi o 7o livro mais vendido do evento, o que o ajudou a figurar na 4a posição dos livros mais vendidos do Brasil no mês de julho na categoria Ficção, e na 20a posição na categoria Geral.
Sinopse
| “ | Este livro é uma homenagem à poesia e a tudo o que ela é capaz de proporcionar. Com mais de 30 de seus emocionantes poemas, alguns deles inéditos, Bráulio Bessa nos conta um pouco das histórias do menino de Alto Santo, no interior do Ceará, que se tornou poeta e ativista cultural. Desde o primeiro encontro com a obra de Patativa do Assaré, aos 14 anos, até a fama na televisão, ele mostra como a poesia transformou sua vida. Com ilustrações do artista baiano Elano Passos, o livro traz ainda depoimentos de fãs de todos os cantos do Brasil, revelando como as palavras de Bráulio são capazes de inspirar pequenas e grandes mudanças. | ” |